# David Trumbull
David Trumbull (Elizabeth, Nueva Jersey, Estados Unidos; 1 de noviembre de 1819-Valparaíso, Chile, 1 de febrero de 1889) fue un ministro religioso de la Iglesia congregacional estadounidense, enviado como misionero el 25 de diciembre de 1845 a Chile, donde fundó diversas denominaciones protestantes, entre ellas la Iglesia Presbiteriana de Chile, la primera iglesia protestante chilena.

## Biografía
David Trumbull nace en Elizabeth, New Jersey, Estados Unidos, el 1 de noviembre de 1819, siendo su padre un nieto de Jonathan Trumbull, gobernador de Connecticut.
Estudió en la Universidad de Yale, en New Haven, Connecticut. Después de su graduación en 1842 pasó tres años en el Seminario Teológico de Princeton, graduándose como Doctor en Divinidad.

### Ordenación ministerial y arribo a Chile
Mientras estudiaba en el Seminario de Princeton recibió una solicitud de la Foreign Evangelical Society, la que buscaba un pastor interesado en ministrar en América del Sur, por pedido de una comunidad angloparlante radicada en la ciudad de Valparaíso, la que deseaba el envío de un pastor protestante que atendiese sus necesidades espirituales. 
El joven Trumbull aceptó el llamado, siendo ordenado como pastor por el Consejo Congregacional en Norwich, el 13 de junio de 1845 y se embarcó con rumbo a Chile el 17 de agosto del mismo año.
David Trumbull recala en Valparaíso el 25 de diciembre de 1845, día de Navidad. A su llegada, las autoridades de la época prohibieron que Trumbull predicara en territorio chileno, por lo que su primera predicación (basada en el texto de Primera epístola a los corintios 4:4) fue desde la cubierta de la nave que lo trajo al país, el navío "Missisipi".

### Obra misionera
La obra misionera del pastor Trumbull fue tremendamente prolífica e importante para su época. El sacerdote jesuita Ignacio Vergara escribe:
“Don David Trumbull puede decirse que fue el primer misionero protestante que realizó una obra realmente estable en Chile, y que tuvo una gran influencia en los acontecimientos de la época”.
Construyó un Hogar para Marineros y una capilla para estos en tierra. Se dedicó a consolar a los enfermos y a los solitarios en el Hospital Americano e Inglés de Valparaíso, y a visitar a los delincuentes extranjeros en las prisiones de la ciudad.
Al poco tiempo comprendió que su misión evangélica debía extenderla a la población nativa de habla castellana, lo que representó inmenso problema, puesto que la Constitución Política de Chile prohibía expresamente el culto público de cualquier religión que no fuese la católica.
Trumbull utilizó activamente la prensa en pos de la difusión de las ideas protestantes. El 27 de enero de 1847 editó el primer número de su periódico mensual “The Neighbour”, en lengua inglesa. Sus páginas estaban dedicadas a asuntos comerciales, pero en ellas incluía también citaciones a los fieles, estudios de la Biblia y sermones. A esta primera publicación siguieron otras, como “The Record”, en 1869.
En diciembre de 1849, Trumbull hizo un alto en su trabajo pastoral para viajar a Estados Unidos, donde contrajo matrimonio con Jane Wales Fitch, en Smithfield, Carolina del Norte, el 5 de junio de 1850. De esta relación nacieron nueve hijos. Su sobrino, Ricardo Trumbull, llegó a convertirse en el primer diputado evangélico de Chile.
Asilándose en su fuero extranjero, el 5 de septiembre de 1847 creó la Unión Church, iglesia compuesta en su mayoría de extranjeros de habla inglesa y avecindados en esta ciudad. En ese mismo año, la Unión Church compró un predio en la calle José Tomás Ramos de Valparaíso, que se convertiría en el primer templo evangélico protestante de las costas del Océano Pacífico, hoy declarado Monumento Nacional. Esto se consiguió al “burlar” el problema legal existente, gracias a un vacío en la Constitución Política de 1833, ya que, este excluía el “ejercicio público” a manifestaciones religiosas no católicas, dejando abierta la posibilidad del ejercicio legal privado. Las objeciones por parte de la Iglesia católica en Chile, fueron que la edificación debía tener un cerco de doce pies de altura para aislar el edificio de la calle, y debían entonarse cánticos corales suaves para no atraer la atención de quienes transitaran por el exterior.
En 1865, Trumbull comenzó una reforma religiosa que permitió la práctica legal de cultos no católicos, y más tarde en 1883 la aprobación de la Ley sobre Cementerios Laicos y Matrimonio Civil. Para ello, también trabajó con otros líderes protestantes en la ciudad puerto, como por ejemplo, Oskar von Barchwitz-Krauser, pastor de tradición luterana, el cual obraba con los marineros e inmigrantes de origen germánico. 
En el año 1869 construye la Escuela Popular (hoy Colegio Presbiteriano David Trumbull), que fue la primera escuela protestante de Chile y una de las más antiguas de América Latina. Dadas las condiciones socioeconómicas y políticas del país, esta obra se inició bajo paupérrimas circunstancias. Cuando se abrió esta escuela apenas contaba con 3 o 4 niños. En esos años la educación estaba exclusivamente en manos de las Escuelas Católicas con un costo prohibitivo para la clase trabajadora y a la que no podían ingresar además los hijos de protestantes o evangélicos, como tampoco niñas, ya que la educación para la mujer estaba vedada. Desde el primer momento se instaló un internado para aquellos niños y niñas que no tenían padre o éstos vivían en lugares muy apartados. Otra bandera de lucha fue la inserción de niñas a la educación formal. Tuvo una incansable lucha por la educación popular y libertades civiles, aliándose con el liberalismo y el radicalismo político de la época, para lograr tales objetivos.
Una vez logradas las leyes laicas, el Senado le otorga la nacionalidad chilena.

### Muerte
En 1879 fue diagnosticado con angina de pecho lo que lo llevó a buscar reposo por una larga temporada en Estados Unidos. En 1886 sufrió una fuerte recaída de su enfermedad que lo obligó a mantenerse en control médico constante. A raíz de esto falleció el 1 de febrero de 1889, a sus 70 años.
Sus restos descansan en el Cementerio de Disidentes de Valparaíso, camposanto que debe su existencia a los esfuerzos del pastor Trumbull.

## Legado
La figura del pastor David Trumbull es recordada por su gran contribución a la tolerancia religiosa y a la difusión del cristianismo protestante en Chile. El profesor de Misiones en la Escuela de Teología de la Universidad de Yale, Charles W. Forman, señaló sobre la obra de Trumbull:

Los cambios en los cuales él estaba principalmente interesado correspondían estrictamente al ámbito de las creencias religiosas o estaban estrechamente relacionados con ellas, cambios tales como: la separación iglesia-estado, la apertura de escuelas no confesionales, la secularización de los cementerios y el otorgamiento de mayores libertades para las minorías religiosas. Aunque hoy su programa parece bastante limitado, fue parte del proceso de apertura y liberalización del continente, sin el cual los cambios de nuestro tiempo no podrían, ni siquiera, haberse insinuado.

La Escuela Popular fundada por Trumbull lleva por nombre en la actualidad "Colegio Presbiteriano David Trumbull", y depende de la Iglesia Presbiteriana de Chile.